# Great Barr
Great Barr är en ort i distriktet Sandwell, i grevskapet West Midlands, i England. Great Barr var en civil parish från 1866 till 1966 då den blev en del av Aldridge Brownhills och West Bromwich. Civil parish hade 12 646 invånare år 1951. Byn nämndes i Domedagsboken (Domesday Book) år 1086, och kallades då Barra.